# 최동균 (1909년)
최동균(崔東均, 1909년 1월 13일 ~ 1978년 11월 14일)은 대한민국의 독립운동가이다.

## 생애

### 주요 경력
- 1928년 중화민국 허난 성 뤄양 군관학교 졸업.
- 1930년 중화민국 광둥 성 광저우 황푸 군관학교 졸업.
- 대한육군주만참의부 항일선전정훈부사관 복무.
- 대한민국 임시정부 예하 광복군 사령부 항일선전정훈부사관 복무.
- 대한광복군 제2지대 항일선전정훈부사관 복무.
- 제2차 세계 대전 후기 때 한미합작OSS특수훈련 참가.
- 1945년 8월 15일, 만주국 펑톈 성 뤼순에서 조선 광복을 목도.
- 1946년 2월 중화민국 장쑤성 상하이에서 대한광복군 준위 전역.
- 1946년 3월 대한민국 귀국 이후 한국독립당 입당.
- 1946년 3월 한국독립당 초급행정위원.
- 1948년 6월 한국독립당 문화예술행정위원.
- 1949년 8월 한국독립당 행정연대위원.
- 1949년 12월 한국독립당 상임위원.
- 1956년 2월 대한민국 국방대학교 1기 행정학사.
- 1956년 3월 한국독립당 전임위원.
- 1958년 6월 한국독립당 최고위원.
- 1961년 1월 한국독립당 상임고문.
- 1970년 1월 한국독립당 탈당.

## 사후
1977년 대한민국 건국포장을 받았고 그의 사후 대한민국 정부에서는 고인의 공훈을 기리기 위하여 1990년에 대한민국 건국훈장 애국장을 추서.

## 작품

### 시
- 「광복군 아리랑(光復軍 阿利郞)」
- 「대한의 한 용사(大韓之一勇士)」